# Joshua Evans
Joshua Evans Jr. (* 20. Januar 1777 in Paoli, Pennsylvania; † 2. Oktober 1846 ebenda) war ein US-amerikanischer Politiker. Zwischen 1829 und 1833 vertrat er den Bundesstaat Pennsylvania im US-Repräsentantenhaus.

## Werdegang
Joshua Evans besuchte die öffentlichen Schulen seiner Heimat und arbeitete danach als Hotelier sowie in der Landwirtschaft. Im Jahr 1820 wurde er in das Repräsentantenhaus von Pennsylvania gewählt. Zwischen 1826 und 1830 war er Posthalter in Paoli. In den 1820er Jahren schloss er sich der Bewegung um den späteren Präsidenten Andrew Jackson an und wurde Mitglied der von diesem 1828 gegründeten Demokratischen Partei.
Bei den Kongresswahlen des Jahres 1828 wurde Evans im vierten Wahlbezirk von Pennsylvania in das US-Repräsentantenhaus in Washington, D.C. gewählt, wo er am 4. März 1829 die Nachfolge von Samuel Anderson antrat. Nach einer Wiederwahl konnte er bis zum 3. März 1833 zwei Legislaturperioden im Kongress absolvieren. Seit dem Amtsantritt von Präsident Jackson im Jahr 1829 wurde innerhalb und außerhalb des Kongresses heftig über dessen Politik diskutiert. Dabei ging es um die umstrittene Durchsetzung des Indian Removal Act, den Konflikt mit dem Staat South Carolina, der in der Nullifikationskrise gipfelte, und die Bankenpolitik des Präsidenten.
Im Jahr 1832 verzichtete Evans auf eine weitere Kandidatur. Nach seiner Zeit im US-Repräsentantenhaus nahm er seine früheren Tätigkeiten wieder auf. Von 1836 bis 1846 war er auch Mitglied im Schulausschuss in Tredyffrin. Außerdem war er Brigadegeneral der Staatsmiliz. Joshua Evans starb am 2. Oktober 1846 in seinem Heimatort Paoli und wurde in New Centerville beigesetzt.